# Hernádszentandrás
Hernádszentandrás là một thị trấn thuộc hạt Borsod-Abaúj-Zemplén, Hungary. Thị trấn này có diện tích 7,04 km², dân số năm 2010 là 478 người, mật độ 68 người/km².